# حزب الإصلاح والتجديد الأردني
حــزب الإصلاح والتجديد الأردني «حصاد» حزب سياسي أردني تأسس بتاريخ 19 كانون الأول 2012. من قياداته مازن ريال، وهو يشغل منصب الأمين العام. يُصنف الحزب بأنه حزب وسطي قريب للحكومة. شارك الحزب بالانتخابات البلدية والبرلمانية لكنه لم يفز بأي منها.